# Victory Prize: México
El Victory Prize: México es un reconocimiento otorgado a las figuras más influyentes del mundo deportivo en México. Es organizado por FCO Group, y premia a los atletas, entrenadores y profesionales del deporte que han dejado una huella significativa en la sociedad mexicana a través de su desempeño, liderazgo e impacto fuera del terreno de juego.

## Ganadores
La lista de ganadores es la siguiente:
| Año  | Categoría               | Ganador                                      |
| 2024 | Passion Wave            | El Gran Premio de México                     |
| 2024 | Sport Story             | Hugo Oliveras (piloto Nascar)                |
| 2024 | Unexpected              | Osmar Olvera y Juan Celaya (clavadistas)     |
| 2024 | Comeback del Año        | Renata Zarazúa (tenista)                     |
| 2024 | Unknown Sport           | Laura Burgos (boxeo tailandés)               |
| 2024 | Entrenador del Año      | Ma Jin                                       |
| 2024 | Equipo del Año          | Club América                                 |
| 2024 | Promesa del Año         | Ezequiel Rivera (beisbolista)                |
| 2024 | Campaña de Marketing    | Start Your Impossible (Toyota)               |
| 2024 | Influencia Digital      | Jana Gutiérrez (futbolista del Club América) |
| 2024 | Embajador Deportivo     | Diana Flores (flag futbol)                   |
| 2024 | Booster Empresarial     | Arturo Elias Ayub (fundación Telmex-Telcel)  |
| 2024 | Ídolo Deportivo del Año | Paola Longoria (raquetbolista)               |
| 2024 | Premio Leyenda          | Hugo Sánchez                                 |